# Distretto di Ashigarashimo
Il distretto di Ashigarashimo (足柄下郡?, Ashigarashimo-gun) è uno dei distretti della prefettura di Kanagawa, in Giappone.
Attualmente fanno parte del distretto i comuni di Hakone, Yugawara e Manazuru.